# Gin lemon
Il Gin lemon è un long drink a base di gin e limonata. Esiste una variante, il Vodka Lemon, dove al posto del gin è presente la vodka.

## Ingredienti
- 4/10 gin
- 6/10 tonica al limone
- 4 gocce d'angostura (opzionale)
- ghiaccio

## Preparazione
Porre il ghiaccio nel bicchiere, versare il gin e riempire con la tonica al limone. Con gli ingredienti opzionali: porre lo zucchero nel bicchiere, aggiungere il ghiaccio
ed il gin, completare con la tonica al limone e successivamente con l'angostura.